# Григорий Ардамерски
Григорий (на гръцки: Γρηγόριος, Григориос) е гръцки духовник, ардамерски епископ в края на XVIII век.

## Биография
При митрополит Теодосий II Солунски (1767 - 1769) за йерарх на възстановената Литийска и Рендинска епископия е избран Кирил. В синодалното решение като ардамерски епископ е подписан Григорий.